# 발리 유나이티드 FC
발리 유나이티드 FC(인도네시아어: Bali United Football Club)는 발리주 기안야르군을 연고로 하는 인도네시아의 축구 클럽이다. 현재 리가 1에 참가하고 있다.

## 우승
- 리가 1: 2019, 2021-22
- 리가 2: 2008–09

## 선수 명단

### 현역
참고: FIFA 자격 규정에 따라 소속된 국가대표팀 국기를 표시합니다. 선수는 복수의 FIFA 비회원국 국적을 가지고 있을 수 있습니다.
| 번호 | 포지션 | 국적       | 이름            |
| ---- | ------ | ---------- | --------------- |
| 1    | GK     |            | 아딜슨 마링가   |
| 4    | DF     | 태국       | 엘리아스 돌라   |
| 10   | MF     | 카메룬     | 프리밧 음바르가 |
| 22   | MF     | 인도네시아 | 노브리 세티아완 |

| 번호 | 포지션 | 국적 | 이름     |
| ---- | ------ | ---- | -------- |
| 99   | FW     |      | 이베르통 |

## 역대 감독
| 감독            | 임기   |
| --------------- | ------ |
| 스테파노 쿠구라 | 2019 ~ |